# Уолтер, Гарриет
Дама Га́рриет Мэ́ри Уо́лтер (англ. Dame Harriet Mary Walter; род. 24 сентября 1950[…], Лондон) — британская актриса

 театра, кино, телевидения и озвучивания, писательница и общественный деятель. Лауреат (1988) и дважды номинантка (2001, 2006) на премию Лоренса Оливье, номинантка на премию «Тони» (2009), премию Гильдии киноактёров США (2017) и пятикратно на премию «Эмми» (2020, дважды в 2022 и в 2023). Командор (2000) и дама-командор (2011) ордена Британской империи.

## Ранние годы
Гарриет Мэри Уолтер родилась 24 сентября 1950 года в Лондоне (Англия, Великобритания) в семье юрисконсульта судостроительной фирмы Родерика Уолтера (1911—1996) и Ксандры Карандини Ли (1917—2002), которая работала над совершенно секретными материалами в адмиралтействе во время войны. У неё есть старшая сестра — Шарлотта Скотт (в девичестве Уолтер). Уолтер — племянница актёра Кристофера Ли (1922—2015), который был младшим братом её матери. По отцовской линии — прапраправнучка Джона Уолтера (1738—1812), основателя газеты «The Times», по материнской — праправнучка оперной певицы Мари Карандини (1826—1894).
Родители сестёр Уолтер развелись, когда Гарриет было 13 лет. Сестёр отправили на обучение в независимую школу-интернат для девочек Крэнборн Чейз, которую Гарриет окончила раньше отличницей в 16 лет, и уже тогда зная, что хочет стать актрисой. После отказа от университетского образования, Уолтер отказали в пяти театральных школах. Несмотря на это, она работала за кулисами и в любительском театре, прежде чем её приняли в Лондонскую академию музыки и драматического искусства к двадцати годам. После завершения обучения Уолтер работала в Акционерной театральной труппе, гастролирующей театральной труппе «Пейнс Плау» и Театре герцога в Ланкастере.

## Карьера
Уолтер играла в постановках Королевской шекспировской труппы «Николас Никлби» (1980), «Сон в летнюю ночь» (1981), «Всё хорошо, что хорошо кончается» (1981), «Замок» (1985), «Вопрос географии», «Двенадцатая ночь» (1988), «Три сестры» (1988), «Герцогиня Мальфи» (1989), «Макбет» (1999), «Много шума из ничего» (2002) и «Смерть коммивояжера» (2015). В 1987 году она стала ассоциированным артистом труппы. Среди её других театральных работ роли в постановках «Три птицы, садящиеся в поле» (1991), «Аркадия» (1993), «Гедда Габлер» (1996), «Иванов» (1997) и «Мария Стюарт» (2005).
В 1983 году Уолтер дебютировала на Бродвее, когда туда перенесли постановку Королевской шекспировской труппы «Всё хорошо, что хорошо кончается». В 1994 году она была номинирована на премию «Драма Деск» за роль Бидди во внебродвейской постановке «Три птицы, садящиеся в поле». В 2009 году Уолтер вернулась на бродвейскую сцену, повторив роль в «Марии Стюарт». В 2014 году она получила вторую номинацию на премию «Драма Деск» за роль Брута в женской внебродвейской постановке «Юлий Цезарь».
Среди киноработ Уолтер роли в фильмах «Разум и чувства» (1995), «Спальни и прихожие» (1998), «Гувернантка» (1998), «Онегин» (1999), «Вилла роз» (2002) и «Золотая молодёжь» (2003). В 1987 году она сыграла Гарриет Вейн в трёх частях сериала BBC «Детективы Дороти Л. Сэйерс», а с 2009 по 2012 год играла детектива-инспектора Натали Чендлер в сериале ITV «Закон и порядок: Лондон». Среди её других телевизионных работ роли в сериале «Воскрешая мёртвых» (2001), мини-сериале «Крошка Доррит» (2008), телефильме «Остановка в Швейцарии» (2009) и четырёх эпизодах сериала «Аббатство Даунтон» (2013—2015).
Уолтер сыграла Клементину Черчилль в сериале Netflix «Корона» (2016), появилась в двух эпизодах сериала «Вызовите акушерку» (2017) и семи эпизодах сериалов «Наследники» (2018⁠—2023) и «Убивая Еву» (2020).
В 2016 году Уолтер повторила роли Брута в «Юлии Цезаре» и заглавную роль в «Генрихе IV» после того, как обе постановки были перенесены на склад Св. Анны в Бруклине. Тогда же она сыграла Просперо в женской постановке «Бури» в рамках шекспировской трилогии режиссёра Филлиды Ллойд во временном круглом театре Донмара на 420 мест рядом со станицей Кингс-Кросс.
Уолтер была назначена командора Ордена Британской империи на новогодних почестях 2000 года и повышена до звания дамы-командора Ордена Британской империи на новогодних почестях 2011 года за заслуги в драме. В 2001 году она и Кеннет Брана получили почётные докторские степени и почётные стипендии в Шекспировском институте в Стратфорде.
Уолтер является покровителем Шекспировского школьного фестиваля — благотворительной организации, которая позволяет школьникам по всей Великобритании ставить Шекспира в профессиональных театрах; «Prisoners Abroad» — благотворительной организации, которая поддерживает британцев, заключённых в тюрьму за границей, и их семьи; и «Clean Break» — благотворительной и театральной компании, целью которой является распространение историй женщин-заключённых и изменение жизни женщин-правонарушителей посредством театрального образования.

## Личная жизнь
Уолтер состояла в отношениях с актёром Питером Блайтом с 1996 года до его смерти в 2004 году. С 21 мая 2011 года она замужем за актёром Гаем Полом.
В 20-летнем возрасте Уолтер стала феминисткой и ушла «в политический театр». Она была в противоречии со своим статусом дамы и почти отказалась от него, но в конце концов приняла титул, назвав своё решение «слегка политическим жестом».
Помимо родного английского языка, Уолтер также владеет испанским, итальянским, французским и русским языками.

## Фильмография
| Год       |     | Русское название                                | Оригинальное название                                 | Роль                                       |
| --------- | --- | ----------------------------------------------- | ----------------------------------------------------- | ------------------------------------------ |
| 1979      | с   | Ребекка                                         | Rebecca                                               | Кларис                                     |
| 1980      | тф  | Игра в имитацию                                 | The Imitation Game                                    | Кэти Рейн                                  |
| 1981      | тф  | Вишнёвый сад                                    | The Cherry Orchard                                    | Варя                                       |
| 1984      | тф  | Эми                                             | Amy                                                   | Эми Джонсон                                |
| 1984      | ф   | Отражения                                       | Reflections                                           | Оттили Гаринджер                           |
| 1985      | с   | Цена                                            | The Price                                             | Фрэнсис Карр                               |
| 1985      | ф   | Дневник Черепахи                                | Turtle Diary                                          | Гарриет Симмс                              |
| 1985      | ф   | Хороший отец                                    | The Good Father                                       | Эмми Хупер                                 |
| 1986      | с   | Девушки сверху                                  | Girls on Top                                          | актриса Шекспировской театральной труппы 3 |
| 1987      | с   | Детективы Дороти Л. Сэйерс                      | A Dorothy L. Sayers Mystery                           | Гарриет Вейн                               |
| 1989      | с   | Театральная ночь                                | Theatre Night                                         | Шейла                                      |
| 1989      | с   | Шкала времени                                   | Timewatch                                             | Маргарет Пастон                            |
| 1989      | тф  | Чудесная ночь                                   | La Nuit miraculeuse                                   |                                            |
| 1990      | ф   | Милу в мае                                      | Milou en mai                                          | Лили                                       |
| 1991      | с   | Второй экран                                    | Screen Two                                            | Амелия Клеверли                            |
| 1991      | с   | Мужская комната                                 | The Men's Room                                        | Чарити Уолтон                              |
| 1991      | с   | Ашенден                                         | Ashenden                                              | Джулия Лаццари                             |
| 1991      | тф  | Прощай-прощай, Колумбус                         | Bye Bye Columbus                                      | Королева Изабелла                          |
| 1993      | с   | Инспектор Морс                                  | Inspector Morse                                       | доктор Эстер Мартин                        |
| 1993      | ф   | Час свиньи                                      | The Hour of the Pig                                   | Джинни Мартин                              |
| 1993      | с   | Спектакль                                       | Performance                                           | миссис Дороти Мейтленд                     |
| 1994      | с   | Тяжёлые времена                                 | Hard Times                                            | Рейчел                                     |
| 1994      | ф   | Мужчина, которого не видишь каждый день         | A Man You Don't Meet Every Day                        | Шарлотта                                   |
| 1995      | с   | Тайная жизнь                                    | Secret Lives                                          | Мари Стоупс                                |
| 1995      | ф   | Разум и чувства                                 | Sense and Sensibility                                 | Фанни Дэшвуд                               |
| 1996      | ф   | Лидер                                           | The Leading Man                                       | Лиз Флетт                                  |
| 1997      | ф   | Цветы любви                                     | Keep the Aspidistra Flying                            | Джулия Комсток                             |
| 1997      | с   | Танец под музыку времени                        | A Dance to the Music of Time                          | Милдред                                    |
| 1998      | ф   | Гувернантка                                     | The Governess                                         | миссис Кавендиш                            |
| 1998      | ф   | Спальни и прихожие                              | Bedrooms and Hallways                                 | Сибил                                      |
| 1998      | тф  | Норман Ормал: очень политическая черепаха       | Norman Ormal: A Very Political Turtle                 | Фелисити Ормал                             |
| 1998—1999 | с   | Незаконченное дело                              | Unfinished Business                                   | Эми                                        |
| 1999      | с   | Дэлзил и Пэскоу                                 | Dalziel and Pascoe                                    | Мэри Уодделл                               |
| 1999      | ф   | Онегин                                          | Onegin                                                | мадам Ларина                               |
| 1999      | с   | Страна фей                                      | The Magical Legend of the Leprechauns                 | Королева Мораг                             |
| 2000      | с   | Чёрное такси                                    | Black Cab                                             | Джейн                                      |
| 2001      | с   | Воскрешая мёртвых                               | Waking the Dead                                       | Энни Кил                                   |
| 2001      | тф  | Макбет                                          | Macbeth                                               | Леди Макбет                                |
| 2002      | ф   | Вилла роз                                       | Villa des Roses                                       | Олив Баррелл                               |
| 2002      | тф  | Джордж Элиот: скандальная жизнь                 | George Eliot: A Scandalous Life                       | Джордж Элиот / Мэри Энн Эванс              |
| 2003      | с   | Мой дядя Сайлас                                 | My Uncle Silas                                        | Памела Фаррелл                             |
| 2003      | ф   | Золотая молодёжь                                | Bright Young Things                                   | леди Мейтленд                              |
| 2003      | ф   | Франкенштейн: рождение монстра                  | Frankenstein: Birth of a Monster                      | Мэри Уолстонкрафт                          |
| 2004      | тф  | Детективы Дороти С. Сэйерс: яркая ночь          | Dorothy L. Sayers Mysteries: Gaudy Night              | Гарриет Вейн                               |
| 2004      | с   | Лондон                                          | London                                                | Вирджиния Вулф                             |
| 2004      | с   | Представьте себе                                | Imagine                                               | мать                                       |
| 2004      | с   | Призраки                                        | Spooks                                                | Глубокая глотка                            |
| 2005      | ф   | Хромофобия                                      | Chromophobia                                          | Пенелопа Эйлсбери                          |
| 2005      | с   | Новые трюки                                     | New Tricks                                            | Маделин                                    |
| 2005      | с   | Мессия                                          | Messiah                                               | профессор Робб                             |
| 2005—2013 | с   | Убийства в Мидсомере                            | Midsomer Murders                                      | Маргарет Уинстенли / Дайана Давенпорт      |
| 2006      | с   | Мисс Марпл Агаты Кристи                         | Agatha Christie's Marple                              | Герцогиня                                  |
| 2006      | ф   | Вавилон                                         | Babel                                                 | Лилли                                      |
| 2006      | с   | Врачи                                           | Doctors                                               | Энни Фентон                                |
| 2007      | с   | Испытание и возмездие                           | Trial & Retribution                                   | Судья                                      |
| 2007      | с   | Пять дней                                       | Five Days                                             | Дженни Гриффин                             |
| 2007      | тф  | Балетные туфельки                               | Ballet Shoes                                          | доктор Смит                                |
| 2007      | ф   | Искупление                                      | Atonement                                             | Эмили Таллис                               |
| 2008      | с   | Дворец                                          | The Palace                                            | Джоанна Вудворд                            |
| 2008      | с   | Сказки                                          | Fairy Tales                                           | Шарлотта Брукс                             |
| 2008      | с   | 10 дней до войны                                | 10 Days to War                                        | Энн Кэмпбелл                               |
| 2008      | с   | Доктор Кто: Ежемесячные релизы                  | Doctor Who: The Monthly Adventures                    | миссис Беатрис Мапп                        |
| 2008      | ф   | Ломаные линии                                   | Broken Lines                                          | Лия                                        |
| 2008      | с   | Пуаро Агаты Кристи                              | Agatha Christie's Poirot                              | мисс Булстроуд                             |
| 2008      | с   | Крошка Доррит                                   | Little Dorrit                                         | миссис Гоуэн                               |
| 2008      | ф   | Точка Абрахама                                  | Abraham's Point                                       | мисс Немет                                 |
| 2009      | ф   | Моррис: жизнь с колокольчиками                  | Morris: A Life with Bells On                          | профессор Комптон Чемберлейн               |
| 2009      | с   | Охотник                                         | Hunter                                                | Дженни Гриффин                             |
| 2009      | ф   | Остановка в Швейцарии                           | A Short Stay in Switzerland                           | Клэр                                       |
| 2009      | ф   | Шери                                            | Chéri                                                 | Ла Лупиот                                  |
| 2009      | ф   | Молодая Виктория                                | The Young Victoria                                    | Королева Аделаида                          |
| 2009      | ф   | Из времени во время                             | From Time to Time                                     | леди Грешем                                |
| 2009—2014 | с   | Закон и порядок: Лондон                         | Law & Order: UK                                       | Натали Чендлер                             |
| 2010—2011 | с   | В этом сентябре                                 | This September                                        | Изобель Балмерино                          |
| 2011      | кор | Дверь                                           | The Door                                              | женщина с печальными глазами               |
| 2012      | ф   | Королевский роман                               | En kongelig affære                                    | Августа, принцесса Уэльская                |
| 2012      | ф   | Свадебное видео                                 | The Wedding Video                                     | Алекс                                      |
| 2012      | ф   | Эффект домино                                   | The Domino Effect                                     | Энн                                        |
| 2013      | с   | Билет на выход                                  | Heading Out                                           | Анджела                                    |
| 2013      | с   | Любыми средствами                               | By Any Means                                          | Салли Уокер                                |
| 2013—2015 | с   | Аббатство Даунтон                               | Downton Abbey                                         | леди Шеклтон                               |
| 2014      | с   | Активы                                          | The Assets                                            | Жанн Вертефёй                              |
| 2014      | ф   | Французская сюита                               | Suite Française                                       | Виконтесса де Монмор                       |
| 2014—2017 | с   | Черные паруса                                   | Black Sails                                           | мадам Гатри                                |
| 2015      | ф   | Краденое свидание                               | Man Up                                                | Фран                                       |
| 2015      | с   | Лондонский шпион                                | London Spy                                            | Клэр                                       |
| 2015      | ф   | Звёздные войны: Пробуждение силы                | Star Wars: The Force Awakens                          | доктор Калония                             |
| 2016      | кор | Слушатель                                       | The Listener                                          | Бренданович                                |
| 2016      | ф   | Отрицание                                       | Denial                                                | Вера Райх                                  |
| 2016      | ф   | Миндхорн                                        | Mindhorn                                              | агент Ричарда                              |
| 2016      | с   | Корона                                          | The Crown                                             | Клементина Черчилль                        |
| 2016      | с   | Проект «Сонет»                                  | The Sonnet Project                                    | Маргарет Уэбстер                           |
| 2017      | ф   | Предчувствие конца                              | The Sense of an Ending                                | Маргарет                                   |
| 2017      | с   | Вызовите акушерку                               | Call the Midwife                                      | сестра Урсула                              |
| 2017      | с   | Чёрные паруса                                   | Black Sails                                           | Мэрион Гатри                               |
| 2017—2018 | с   | Женская шекспировская трилогия Donmar Warehouse | The Donmar Warehouse's All-Female Shakespeare Trilogy | Брут / Генрих IV / Просперо                |
| 2018      | с   | Патрик Мелроуз                                  | Patrick Melrose                                       | Принцесса Маргарет                         |
| 2018      | с   | Флауэрсы                                        | Flowers                                               | Хильда                                     |
| 2018      | с   | Восхождение Чёрной Земли                        | Black Earth Rising                                    | Ив Эшби                                    |
| 2018      | ф   | Мой ужин с Эрве                                 | My Dinner with Hervé                                  | Баскин                                     |
| 2018—2023 | с   | Наследники                                      | Succession                                            | леди Кэролайн Коллингвуд                   |
| 2019      | с   | Великие представления                           | Great Performances                                    | Брут                                       |
| 2019      | с   | Комендантский час                               | Curfew                                                | Хелен Ньюман                               |
| 2019      | ф   | Рокетмен                                        | Rocketman                                             | Хелена Пиена                               |
| 2019      | с   | Испанская принцесса                             | The Spanish Princess                                  | Маргарет Бофорт                            |
| 2020      | ф   | Сама по себе                                    | Herself                                               | Пегги                                      |
| 2020      | с   | Конец                                           | The End                                               | Иди Хенли                                  |
| 2020      | с   | Белгравия                                       | Belgravia                                             | леди Брокенхерст                           |
| 2020      | с   | Убивая Еву                                      | Killing Eve                                           | Даша                                       |
| 2020      | с   | Говорящие головы                                | Talking Heads                                         | Мюриэл Карпентер                           |
| 2021      | с   | Доктор Кто                                      | Doctor Who                                            | Джо Паттерсон                              |
| 2021      | с   | Конец линии                                     | The End of the Line                                   | Шан                                        |
| 2021      | ф   | Последняя дуэль                                 | The Last Duel                                         | Николь де Карруж                           |
| 2021—2023 | с   | Тед Лассо                                       | Ted Lasso                                             | Дебора Уэлтон                              |
| 2022      | с   | Будет больно                                    | This Is Going to Hurt                                 | Вероник Кей                                |
| 2022      | ф   | Погребение                                      | Burial                                                | Анна Маршалл                               |
| 2022      | с   | Документалистика сегодня!                       | Documentary Now!                                      | Эдвина                                     |
| 2022      | ф   | Твоё Рождество или моё?                         | Your Christmas or Mine?                               | Айрис                                      |
| 2023      | с   | Зачистка                                        | The Cleaner                                           | Лиза                                       |
| 2023      | с   | Укрытие                                         | Silo                                                  | Марта Уокер                                |
| 2023      | с   | Арчи                                            | Archie                                                | Элси Лич                                   |
| 2023      | ф   | На линии                                        | On the Line                                           | Ширли                                      |
|           | ф   | И миссис                                        | And Mrs                                               | Аманда                                     |
|           | ф   | В конце лета                                    | Late in Summer                                        |                                            |
| 2024      | с   | Волчий зал: зеркало и свет                      | Wolf Hall: The Mirror and the Light                   | леди Маргарет Поул                         |

## Театр
- 1979 — Королевская шекспировская труппа, «Сон в летнюю ночь»
- 1981/82 — Королевская шекспировская труппа, «Всё хорошо, что хорошо кончается» (Хелена)
- 1987/88 — Королевская шекспировская труппа, «Цимбелин» (Имоджен)
- 1987/88 — Королевская шекспировская труппа, «Двенадцатая ночь» (Виола)[21]
- 1987/88 — Королевская шекспировская труппа, «Вопрос географии» (Даша)
- 1988 — Королевская шекспировская труппа, «Три сестры» (Маша)
- 1989/90 — Королевская шекспировская труппа, «Герцогиня Мальфи» (Графиня)
- 1991 — Королевский придворный театр / Бродвейский театр, «Три птицы, садящиеся в поле» (Бидди)
- 1993 — Королевский национальный театр, «Аркадия» (леди Крум)
- 1999 — Королевская шекспировская труппа, «Макбет» (Леди Макбет)
- 2002 — Королевский национальный театр Пейдж, «Ужин» (Пейдж)
- 2005 — Donmar Warehouse / Театр Вест-Энда, «Мария Стюарт»
- 2006 — Королевская шекспировская труппа, «Антоний и Клеопатра»
- 2009 — Бродвейский театр, «Мария Стюарт»
- 2010 — Королевский национальный театр, «Женщины, остерегайтесь женщин»
- 2012/13 — Donmar Warehouse, «Юлий Цезарь» (Брут)[22]
- 2014 — Donmar Warehouse, «Генрих IV» (Генрих IV)
- 2015 — Королевская шекспировская труппа / Театр Ноэля Кауарда, «Смерть коммивояжёра» (Линда Ломан)
- 2016 — Donmar Warehouse, «Буря» (Просперо)[23]

## Радио
- «Джереми Харди обращается к нации»
- «Вихрь» Ноэля Кауарда, BBC Radio 3, 2 января 2000 (Флоренс Ланкастер)
- «Сцены соблазнения», радиоспектакль, написанный Тимберлейком Вертенбейкером и поставленный Недом Шайе, BBC Radio 4, 7 марта 2005 (Кэтрин)[24]
- «Десмонд Оливье Дингл» (серия 2 из 6, продолжительность 30 минут), BBC7, 28 февраля 2007 (в роли самой себя)
- «Искусство и как оно было сделано» (серия 1 из 6, продолжительность 30 минут), BBC Radio 4, 4 апреля — 9 мая 2007 (в роли самой себя)
- «Я, Клавдий», BBC Radio, 4 декабря 2010 (Ливия, жена Августа)
- «Диски с необитаемым островом», BBC Radio 4, 26 июня 2011 года (гость)
- «Время и семья Конвей», BBC Radio 3, 14 сентября 2014 (миссис Конвей)

## Награды и номинации
| Год  | Премия                               | Категория                                                                | Работа                                           | Результат |
| ---- | ------------------------------------ | ------------------------------------------------------------------------ | ------------------------------------------------ | --------- |
| 1988 | Премия Лоренса Оливье                | Лучшая женская роль                                                      | Вопрос географии / Двенадцатая ночь / Три сестры | Победа    |
| 1993 | CableACE Award                       | Актриса второго плана в фильме или мини-сериале                          | Ашенден                                          | Номинация |
| 1994 | Драма Деск                           | Лучшая женская роль в пьесе                                              | Три птицы, садящиеся в поле                      | Номинация |
| 1995 | Премия сообщества «Схема»            | Лучший актёрский ансамбль                                                | Разум и чувства                                  | Номинация |
| 2001 | Премия Лоренса Оливье                | Лучшая женская роль                                                      | Жизнь x 3                                        | Номинация |
| 2002 | Премия британского независимого кино | Лучшая актриса                                                           | Вилла роз                                        | Номинация |
| 2005 | Театральная премия Evening Standard  | Лучшая актриса                                                           | Мария Стюарт                                     | Победа    |
| 2006 | Премия Лоренса Оливье                | Лучшая женская роль                                                      | Мария Стюарт                                     | Номинация |
| 2008 | Премия «Золотое Дерби»               | Актёрский ансамбль                                                       | Искупление                                       | Номинация |
| 2009 | Тони                                 | Лучшая женская роль в пьесе                                              | Мария Стюарт                                     | Номинация |
| 2014 | Драма Деск                           | Лучшая женская роль в пьесе                                              | Юлий Цезарь                                      | Номинация |
| 2017 | Премия Гильдии киноактёров США       | Лучший актёрский состав в драматическом сериале                          | Корона                                           | Номинация |
| 2019 | Международная премия онлайн-кино     | Лучшая приглашённая актриса в драматическом телесериале                  | Наследники                                       | Номинация |
| 2019 | Ассоциация онлайн-кино и телевидения | Лучшая приглашённая актриса в драматическом телесериале                  | Наследники                                       | Номинация |
| 2020 | Ассоциация онлайн-кино и телевидения | Лучшая приглашённая актриса в драматическом телесериале                  | Наследники                                       | Номинация |
| 2020 | Международная премия онлайн-кино     | Лучшая приглашённая актриса в драматическом телесериале                  | Наследники                                       | Номинация |
| 2020 | Эмми                                 | Лучшая приглашённая актриса в драматическом телесериале                  | Наследники                                       | Номинация |
| 2022 | Эмми                                 | Лучшая приглашённая актриса в драматическом телесериале                  | Наследники                                       | Номинация |
| 2022 | Эмми                                 | Лучшая приглашённая актриса в комедийном телесериале                     | Тед Лассо                                        | Номинация |
| 2022 | Ассоциация онлайн-кино и телевидения | Лучшая приглашённая актриса в драматическом сериале                      | Наследники                                       | Победа    |
| 2022 | Ассоциация онлайн-кино и телевидения | Лучшая приглашённая актриса в комедийном сериале                         | Тед Лассо                                        | Номинация |
| 2022 | Международная премия онлайн-кино     | Лучшая приглашённая актриса в драматическом сериале                      | Наследники                                       | Номинация |
| 2022 | Международная премия онлайн-кино     | Лучшая приглашённая актриса в комедийном сериале                         | Тед Лассо                                        | Номинация |
| 2022 | Премия «Золотое Дерби»               | Приглашённая драматическая актриса                                       | Наследники                                       | Номинация |
| 2022 | Серебряное перо                      | Лучший актёрский ансамбль мини-сериала, сериала-антологии или телефильма | Будет больно                                     | Номинация |
| 2023 | Эмми                                 | Лучшая приглашённая актриса в драматическом телесериале                  | Наследники                                       | Номинация |
| 2023 | Эмми                                 | Лучшая приглашённая актриса в комедийном телесериале                     | Тед Лассо                                        | Номинация |
| 2023 | Ассоциация онлайн-кино и телевидения | Лучшая приглашённая актриса в драматическом сериале                      | Наследники                                       | Номинация |
| 2023 | Ассоциация онлайн-кино и телевидения | Лучшая приглашённая актриса в комедийном сериале                         | Тед Лассо                                        | Номинация |
| 2023 | Международная премия онлайн-кино     | Лучшая приглашённая актриса в драматическом сериале                      | Наследники                                       | Номинация |
| 2023 | Премия «Золотое Дерби»               | Приглашённая драматическая актриса                                       | Наследники                                       | Победа    |